# 114 Kasandra
114 Kasandraa (mednarodno ime 114 Kassandra, starogrško starogrško Κασσάνδρα: Kassándra - tista, ki omreži moške) je velik in temen asteroid tipa T v glavnem asteroidnem pasu.

## Odkritje
Asteroid je 23. julija 1871 odkril Christian Heinrich Friedrich Peters (1813 – 1890).. Poimenovan je po Kasandri iz grške mitologije.

## Lastnosti
Asteroid Kasandra obkroži Sonce v 4,38 letih. Njegova tirnica ima izsrednost 0,137, nagnjena pa je za 4,936° proti ekliptiki. Njegov premer je 99,6 km, okoli svoje osi se zavrti v 10,758 urah.